# Nefrologia i Nadciśnienie Tętnicze
Nefrologia i Nadciśnienie Tętnicze – to wydawany przez Wydawnictwo Via Medica kwartalnik zamieszczający przekłady artykułów z renomowanych europejskich i światowych czasopism poruszających tematykę nefrologii. Redaktorem naczelnym jest prof. Andrzej Książek. Zastępcą redaktora naczelnego jest dr Andrzej Jaroszyński.
W skład rady naukowej wchodzą samodzielni pracownicy naukowi z tytułem profesora lub doktora z całej Polski. Artykuły ukazują się w wersji dwujęzycznej (polskiej i angielskiej). 

## Indeksacja
- Index Copernicus (IC)

Współczynniki cytowań:
- Index Copernicus (2009): 2,39[1]